# Хуан Баутиста де ла Консепсьон
Хуа́н Баути́ста де ла Консепсьо́н (Иоанн Креститель Зачатия; исп. Juan Bautista de la Concepción), в миру Хуа́н Гарси́а Ри́ко (исп. Juan García Rico, 10 июля 1561, Альмодовар-дель-Кампо, Кастилия-Ла-Манча — 14 февраля 1613, Кордова, Андалусия) — святой католической церкви, испанский священник-тринитарий, который основал орден босоногих тринитариев. Известный реформатор, он изменил структуру оригинального ордена и применил нововведения при основании его ветви. Также прославился как плодовитый богослов.

## Жизнь
Родился 10 июля 1561 года в Альмодовар-дель-Кампо в семье Маркоса Гарсиа Шишона и Исабель Лопес Рико. У него было семь братьев и сестёр, трое из которых посвятили жизнь религии. 
В 15-летнем возрасте повстречал Терезу Авильскую, что сподвигло его поступить в монашеский орден. Обучался грамоте у кармелитов в родном городе, а затем изучал богословие в Баэсе и Толедо. В 1580 году 19-летний Рико поступил в орден тринитариев и через год принёс монашеские обеты. Рукоположен в священники в 1585 году. 
В 1599 году получил разрешение на реформацию ордена тринитариев и получил одобрение папы Климента VIII. Несмотря на противодействие, продолжал реформирование монастырей, черпая вдохновение у Терезы Авильской.
Скончался 14 февраля 1613 года от нефрита.

## Почитание

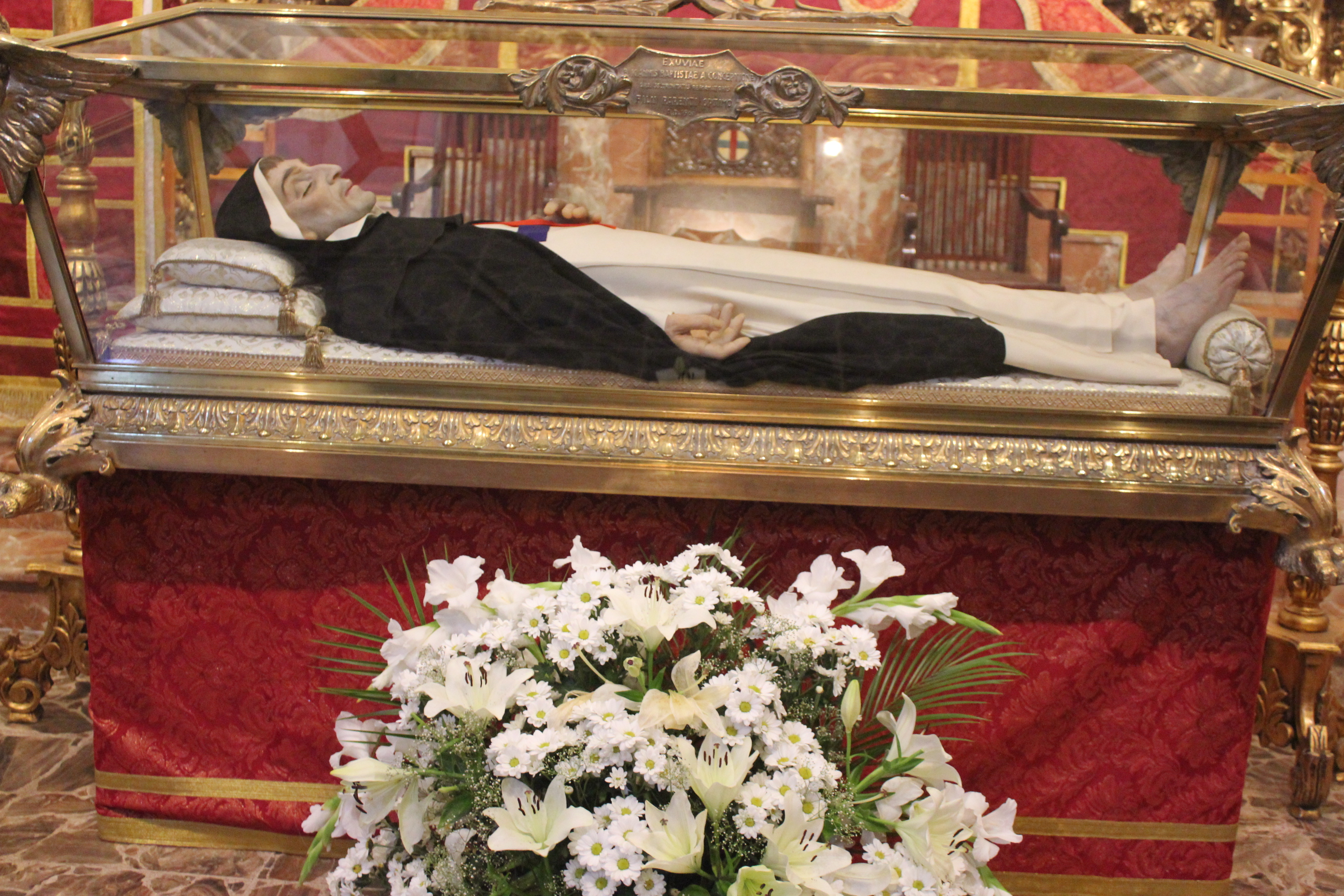
Усыпальница в церкви Нуэстра-Сеньора-де-Грасиа (Кордова, Андалусия)

Процесс канонизации начался при папе Иннокентии XI в 1677 году. Беатифицирован 26 сентября 1819 года папой Пием VII; канонизирован 25 мая 1975 года папой Павлом VI. 
День памяти — 14 февраля.